# Saison 2019-2020 de la PSA
Le PSA World Tour 2019-2020 est le circuit professionnel de tournois de squash organisé par l'association professionnelle de squash (PSA) pour la saison 2019-2020 qui se tient du 1er septembre 2019 au 1er août 2020. Les tournois les plus importants du circuit sont les championnats du monde masculin et féminin. Le circuit est constitué de trois catégories World Series, avec les plus importantes dotations en argent et en points, International and Challenger. En fin d'année, le circuit PSA World Series se conclut par le World Series Finals et le tournoi final PSA World Series à Dubaï, la fin de la saison world series pour les 8 meilleurs joueurs et joueuses au classement.
Pour la saison 2019-2020, c'est un total de 116 tournois organisés. Le montant total des prix s'élève à 3 354 500 $.

Le PSA World Tour (anciennement PSA World Series) comprend les tournois les plus importants en prix en argent (50 000 $ - 1 000 000 000 $) pour les joueurs plus expérimentés et mieux classés, y compris les championnats du monde PSA et les finales du PSA World Tour, étiquetés comme suit :
- PSA World Tour Platinum - tirages 48 joueurs - 180 500 $.
- PSA World Tour Gold - tirages au sort 24 joueurs - 10 000 $.
- PSA World Tour Argent - 24 joueurs - tirages au sort - 73 500 $.
- PSA World Tour Bronze - tirages au sort pour 24 joueurs - 51 250 $.

Les tournois du PSA Challenger Tour offrent un circuit de 5 500 $ à 30 000 $, un circuit idéal pour les joueurs moins expérimentés et les joueurs à venir, qui comprend les niveaux suivants :
- Tournée du PSA Challenger 30 - 30 000 $
- PSA Challenger Tour 20 - 20 000 $
- Tournée du PSA Challenger 10 - 12 000 $.
- PSA Challenger Tour 5 - 6 000 $.

De plus, PSA met en œuvre certains changements de règles comme la suppression des tours de qualification, 7 wildcards du Championnat du monde PSA sont attribués chaque année aux sept meilleurs joueurs du classement du PSA Challenger Tour. Enfin, PSA et WSF gèrent conjointement PSA Satellite Tour, un circuit pour les joueurs amateurs ou juniors qui visent à devenir des joueurs professionnels.
Le 3 février 2020, le PSA annonce le report de l'Open de Macao à Macao et de la Perrier Squash Challenge Cup à Hong Kong à une date ultérieure inconnue en raison de la Pandémie de Covid-19. En raison de la progression de la pandémie, le PSA suspend la saison en cours jusqu'en  puis en mars jusqu'à la fin avril, puis l'interruption est prolongée jusqu'à la fin juin, puis à nouveau jusqu'à la mi-août,. Les tournois annulés doivent être rattrapés si possible ultérieurement. Le classement mondial est "gelé" au 1er avril tant que dure l'interruption.

## Calendrier 2019-2020

### Légendes
| Championnats du monde |
| PSA Platinum          |
| PSA Gold              |
| PSA Silver            |
| PSA Bronze            |

### 2019

#### Septembre
| Tournoi | Date                   | Champion                                                   | Finaliste         | Demi-finalistes                        | Quart de finalistes                                                   |
| --- | ---------------------- | ---------------------------------------------------------- | ----------------- | -------------------------------------- | --------------------------------------------------------------------- |
| Open de Chine Shangaï, Chine Homme : PSA Gold 112 000 $ - tableau Femme : PSA Gold 112 000 $ - tableau                  | 4-8 septembre 2019     | Mohamed El Shorbagy 11-3, 11-9, 5-11, 11-8 (60 min)        | Ali Farag         | Saurav Ghosal Marwan El Shorbagy       | Tom Richards Mazen Hesham Omar Mosaad Leo Au                          |
| Open de Chine Shangaï, Chine Homme : PSA Gold 112 000 $ - tableau Femme : PSA Gold 112 000 $ - tableau                  | 4-8 septembre 2019     | Nour El Tayeb 11-9, 9-11, 11-9, 9-11, 12-10 (70 min)       | Raneem El Weleily | Hania El Hammamy Nouran Gohar          | Salma Hany Joelle King Nadine Shahin Yathreb Adel                     |
| Open international de Nantes Nantes, France Homme : PSA Silver 73 500 $ - tableau Femme : PSA Silver 73 500 $ - tableau | 9-14 septembre 2019    | Paul Coll 12–10, 11–3, 11–9 (72 min)                       | Joel Makin        | Grégoire Marche Zahed Salem            | Simon Rösner Fares Dessouky James Willstrop Mathieu Castagnet         |
| Open international de Nantes Nantes, France Homme : PSA Silver 73 500 $ - tableau Femme : PSA Silver 73 500 $ - tableau | 9-14 septembre 2019    | Camille Serme 9–11, 11–6, 11–8, 11–9 (58 min)              | Amanda Sobhy      | Hania El Hammamy Sarah-Jane Perry      | Millie Tomlinson Alison Waters Olivia Blatchford Clyne Emily Whitlock |
| Netsuite Open San Francisco, États-Unis Homme : PSA Gold 121 000 $ - tableau Femme : PSA Silver 121 000 $ - tableau     | 24 - 30 septembre 2019 | Mohamed El Shorbagy 11-5, 11-13, 11-9, 7-11, 11-4 (70 min) | Tarek Momen       | Marwan El Shorbagy Miguel A. Rodríguez | Ryan Cuskelly Raphael Kandra Alan Clyne Joel Makin                    |
| Netsuite Open San Francisco, États-Unis Homme : PSA Gold 121 000 $ - tableau Femme : PSA Silver 121 000 $ - tableau     | 24 - 30 septembre 2019 | Raneem El Weleily 11-5, 11-5, 11-5 (23 min)                | Nour El Tayeb     | Joshna Chinappa Camille Serme          | Sarah-Jane Perry Joelle King Amanda Sobhy Tesni Evans                 |

#### Octobre
| Tournoi | Date                           | Champion                                            | Finaliste           | Demi-finalistes                 | Quart de finalistes                                            |
| --- | ------------------------------ | --------------------------------------------------- | ------------------- | ------------------------------- | -------------------------------------------------------------- |
| US Open Philadelphie, États-Unis Homme : PSA Platinum 185 500 $ - tableau Femme : PSA Platinum 185 500 $ - tableau | 5-12 octobre 2019              | Ali Farag 11-4, 11-7, 11-2 (40 min)                 | Mohamed El Shorbagy | Diego Elías Tarek Momen         | Miguel A. Rodríguez Karim Abdel Gawad Simon Rösner Paul Coll   |
| US Open Philadelphie, États-Unis Homme : PSA Platinum 185 500 $ - tableau Femme : PSA Platinum 185 500 $ - tableau | 5-12 octobre 2019              | Nouran Gohar 3-11, 8-11, 14-12, 11-8, 11-7 (67 min) | Nour El Tayeb       | Raneem El Weleily Camille Serme | Sarah-Jane Perry Rowan Elaraby Tesni Evans Amanda Sobhy        |
| Championnat du monde féminin Le Caire, Égypte Femme : World Series 430 000 $ - tableau                             | 23 octobre - 1er novembre 2019 | Nour El Sherbini 11-4, 9-11, 11-5, 11-6 (41 min)    | Raneem El Weleily   | Nouran Gohar Hania El Hammamy   | Nour El Tayeb Sarah-Jane Perry Camille Serme Joelle King       |
| Open d'Égypte Le Caire, Égypte Homme : PSA Platinum 165 000 $ - tableau                                            | 23 octobre - 1er novembre 2019 | Karim Abdel Gawad 11-6, 11-8, 11-8 (61 min)         | Ali Farag           | Paul Coll Joel Makin            | Daryl Selby Fares Dessouky Marwan El Shorbagy Baptiste Masotti |

#### Novembre
| Tournoi                                                                              | Date                | Champion                                                 | Finaliste           | Demi-finalistes                 | Quart de finalistes                                         |
| ------------------------------------------------------------------------------------ | ------------------- | -------------------------------------------------------- | ------------------- | ------------------------------- | ----------------------------------------------------------- |
| Championnat du monde Doha, Qatar Homme : World Series 335 000 $ - tableau            | 8-15 novembre 2019  | Tarek Momen 11-8, 11-3, 11-4 (39 min)                    | Paul Coll           | Simon Rösner Marwan El Shorbagy | Diego Elías James Willstrop Zahed Salem Mohamed El Shorbagy |
| Channel VAS Championships Weybridge, Angleterre Homme : PSA Gold 106 000 $ - tableau | 19-24 novembre 2019 | Karim Abdel Gawad 8-11, 11-3, 11-1, 10-12, 11-6 (90 min) | Mohamed El Shorbagy | Mohamed Abouelghar Paul Coll    | Saurav Ghosal Mazen Hesham Joel Makin Marwan El Shorbagy    |

#### Décembre
| Tournoi                                                                                          | Date               | Champion                                 | Finaliste    | Demi-finalistes                | Quart de finalistes                                    |
| ------------------------------------------------------------------------------------------------ | ------------------ | ---------------------------------------- | ------------ | ------------------------------ | ------------------------------------------------------ |
| Monte-Carlo Squash Classic Monte Carlo, Monaco Femme : PSA Challenger tour 20 20 000 $ - tableau | 9-13 décembre 2019 | Sabrina Sobhy 11-3, 12-10, 11-5 (32 min) | Yathreb Adel | Rachael Chadwick Zeina Mickawy | Emilia Soini Jasmine Hutton Donna Lobban Énora Villard |

### 2020

#### Janvier
| Tournoi | Date                   | Champion                                            | Finaliste        | Demi-finalistes             | Quart de finalistes                                              |
| --- | ---------------------- | --------------------------------------------------- | ---------------- | --------------------------- | ---------------------------------------------------------------- |
| Tournament of Champions New York, États-Unis Homme : PSA Platinum 195 000 $ - tableau Femme : PSA Platinum 195 000 $ - tableau | 9-17 janvier           | Mohamed El Shorbagy 9-11, 11-7, 11-7, 11-5 (76 min) | Tarek Momen      | Ali Farag Karim Abdel Gawad | Paul Coll Mostafa Asal Simon Rösner Joel Makin                   |
| Tournament of Champions New York, États-Unis Homme : PSA Platinum 195 000 $ - tableau Femme : PSA Platinum 195 000 $ - tableau | 9-17 janvier           | Camille Serme 11-8, 11-6, 11-7 (40 min)             | Nour El Sherbini | Nouran Gohar Joelle King    | Raneem El Weleily Alison Waters Salma Hany Sarah-Jane Perry      |
| Open de Pittsburgh Pittsburgh, États-Unis Hommes : PSA Bronze 52 500 $ - tableau                                               | 22 - 26 janvier        | Fares Dessouky 11-7, 11-4, 11-9 (34 min)            | Saurav Ghosal    | Grégoire Marche Omar Mosaad | Campbell Grayson Raphael Kandra Mohamed Elsherbini César Salazar |
| Carol Weymuller Open Brooklyn, États-Unis Femmes : PSA Bronze 51 250 $ - tableau                                               | 22 - 27 janvier        | Nouran Gohar 11-9, 11-5, 11-2 (27 min)              | Nour El Tayeb    | Camille Serme Joelle King   | Donna Lobban Salma Hany Mariam Metwally Low Wee Wern             |
| Cleveland Classic Cleveland, États-Unis Femmes : PSA Bronze 51 250 $ - tableau                                                 | 30 janvier - 3 février | Nour El Tayeb 10-12, 14-12, 11-5, 11-4 (51 min)     | Sarah-Jane Perry | Joshna Chinappa Joelle King | Farida Mohamed Annie Au Alison Waters Olivia Blatchford Clyne    |

#### Février
| Tournoi | Date              | Champion                                               | Finaliste          | Demi-finalistes                          | Quart de finalistes                                                       |
| --- | ----------------- | ------------------------------------------------------ | ------------------ | ---------------------------------------- | ------------------------------------------------------------------------- |
| Motor City Open Détroit, États-Unis Hommes : PSA Silver 70 000 $ - tableau                                              | 5-9 février       | Diego Elías 11-4, 11-5, 11-4 (41 min)                  | Mohamed Elsherbini | Benjamin Aubert Leo Au                   | Abdulla Al-Tamimi Marwan El Shorbagy Miguel Ángel Rodríguez César Salazar |
| Bahl & Gaynor Cincinnati Cup Cincinnati, États-Unis Femmes : PSA Bronze 51 250 $ - tableau                              | 20–24 février     | Amanda Sobhy 6-11, 11-5, 11-9, 11-1 (45 min),          | Sarah-Jane Perry   | Hania El Hammamy Olivia Blatchford Clyne | Nele Gilis Rowan Elaraby Tinne Gilis Low Wee Wern                         |
| Troilus Gold Canada Cup Toronto, Canada Hommes : PSA Silver 79 500 $ - tableau                                          | 21–25 février     | Tarek Momen 15-13, 11-5, 11-8 (52 min)                 | Paul Coll          | Diego Elías Mathieu Castagnet            | César Salazar Mazen Hesham Joel Makin Daryl Selby                         |
| Windy City Open Chicago, États-Unis Hommes : PSA Platinum 250 000 $ - tableau Femmes : PSA Platinum 250 000 $ - tableau | 27 février-4 mars | Ali Farag 12-14, 9-11, 11-7, 11-6, 11-1 (76 min)       | Paul Coll          | Tarek Momen Karim Abdel Gawad            | Diego Elías Borja Golán Simon Rösner Mohamed El Shorbagy                  |
| Windy City Open Chicago, États-Unis Hommes : PSA Platinum 250 000 $ - tableau Femmes : PSA Platinum 250 000 $ - tableau | 27 février-4 mars | Nour El Sherbini 11-8, 8-11, 11-8, 6-11, 11-9 (59 min) | Raneem El Weleily  | Nouran Gohar Sarah-Jane Perry            | Olivia Blatchford Clyne Amanda Sobhy Rowan Elaraby Camille Serme          |

#### Mars
| Tournoi                                                                                | Date       | Champion                                                 | Finaliste                                             | Demi-finalistes                                       | Quart de finalistes                                     |
| -------------------------------------------------------------------------------------- | ---------- | -------------------------------------------------------- | ----------------------------------------------------- | ----------------------------------------------------- | ------------------------------------------------------- |
| Canary Wharf Squash Classic Londres, Angleterre Hommes : PSA Gold 100 000 $ - tableau  | 8-13 mars  | Mohamed El Shorbagy 11-8, 10-12, 11-6, 15-13 (79 min)    | Ali Farag                                             | Tarek Momen Marwan El Shorbagy                        | Saurav Ghosal Diego Elías Greg Lobban Fares Dessouky    |
| Black Ball Squash Open Le Caire, Égypte Femmes : PSA Platinum 180 500 $ - tableau      | 8–14 mars  | Hania El Hammamy 11-6, 9-11, 12-10, 8-11, 13-11 (71 min) | Nour El Sherbini                                      | Nour El Tayeb Sarah-Jane Perry                        | Raneem El Weleily Coline Aumard Amanda Sobhy Nada Abbas |
| Grasshopper Cup Zürich, Suisse Hommes : PSA Gold 110 000 $ Femme : PSA Bronze 56 500 $ | 17-22 mars | annulé en raison de la pandémie de Covid-19 en Suisse    | annulé en raison de la pandémie de Covid-19 en Suisse | annulé en raison de la pandémie de Covid-19 en Suisse | annulé en raison de la pandémie de Covid-19 en Suisse   |

#### Avril
| Tournoi                                                                                               | Date             | Champion                                               | Finaliste                                              | Demi-finalistes                                        | Quart de finalistes                                    |
| --- | ---------------- | ------------------------------------------------------ | ------------------------------------------------------ | ------------------------------------------------------ | ------------------------------------------------------ |
| El Gouna International El Gouna, Égypte Homme : PSA Platinum 196 500 $ Femme : PSA Platinum 196 500 $ | 8-17 avril 2020  | reporté en raison de la pandémie de Covid-19 en Égypte | reporté en raison de la pandémie de Covid-19 en Égypte | reporté en raison de la pandémie de Covid-19 en Égypte | reporté en raison de la pandémie de Covid-19 en Égypte |
| Open de Lima Lima, Pérou Homme : PSA Gold 52 000 $                                                    | 20-25 avril 2020 | reporté en raison de la pandémie de Covid-19 en Égypte | reporté en raison de la pandémie de Covid-19 en Égypte | reporté en raison de la pandémie de Covid-19 en Égypte | reporté en raison de la pandémie de Covid-19 en Égypte |

## Classements 2019
| Rang | Joueur                 | Pays             |
| 1    | Ali Farag              | Égypte           |
| 2    | Mohamed El Shorbagy    | Égypte           |
| 3    | Tarek Momen            | Égypte           |
| 4    | Karim Abdel Gawad      | Égypte           |
| 5    | Paul Coll              | Nouvelle-Zélande |
| 6    | Diego Elías            | Pérou            |
| 7    | Simon Rösner           | Allemagne        |
| 8    | Marwan El Shorbagy     | Égypte           |
| 9    | Mohamed Abouelghar     | Égypte           |
| 10   | Miguel Ángel Rodríguez | Colombie         |

| Rang | Joueuse           | Pays             |
| 1    | Raneem El Weleily | Égypte           |
| 2    | Nour El Sherbini  | Égypte           |
| 3    | Nouran Gohar      | Égypte           |
| 4    | Nour El Tayeb     | Égypte           |
| 5    | Camille Serme     | France           |
| 6    | Joelle King       | Nouvelle-Zélande |
| 7    | Amanda Sobhy      | États-Unis       |
| 8    | Sarah-Jane Perry  | Angleterre       |
| 9    | Tesni Evans       | Pays de Galles   |
| 10   | Hania El Hammamy  | Égypte           |

## Classements
| Rang | Joueur                 | Pays             |
| 1    | Ali Farag              | Égypte           |
| 2    | Mostafa Asal           | Égypte           |
| 3    | Diego Elías            | Pérou            |
| 4    | Paul Coll              | Nouvelle-Zélande |
| 5    | Mazen Hesham           | Égypte           |
| 6    | Karim Abdel Gawad      | Égypte           |
| 7    | Joel Makin             | Pays de Galles   |
| 8    | Tarek Momen            | Égypte           |
| 9    | Mohamed El Shorbagy    | Angleterre       |
| 10   | Marwan El Shorbagy     | Angleterre       |
| 11   | Youssef Soliman        | Égypte           |
| 12   | Victor Crouin          | France           |
| 13   | Aly Abou Eleinen       | Égypte           |
| 14   | Fares Dessouky         | Égypte           |
| 15   | Eain Yow Ng            | Malaisie         |
| 16   | Youssef Ibrahim        | Égypte           |
| 17   | Miguel Ángel Rodríguez | Colombie         |
| 18   | Leonel Cárdenas        | Mexique          |
| 19   | Dimitri Steinmann      | Suisse           |
| 20   | Greg Lobban            | Écosse           |

| Rang | Joueuse                 | Pays       |
| 1    | Nour El Sherbini        | Égypte     |
| 2    | Nouran Gohar            | Égypte     |
| 3    | Hania El Hammamy        | Égypte     |
| 4    | Olivia Weaver           | États-Unis |
| 5    | Nele Coll               | Belgique   |
| 6    | Tinne Gilis             | Belgique   |
| 7    | Georgina Kennedy        | Angleterre |
| 8    | Rowan Elaraby           | Égypte     |
| 9    | Sivasangari Subramaniam | Malaisie   |
| 10   | Amina Orfi              | Égypte     |
| 11   | Satomi Watanabe         | Japon      |
| 12   | Salma Hany              | Égypte     |
| 13   | Fayrouz Aboelkheir      | Égypte     |
| 14   | Nada Abbas              | Égypte     |
| 15   | Farida Mohamed          | Égypte     |
| 16   | Sarah-Jane Perry        | Angleterre |
| 17   | Sabrina Sobhy           | États-Unis |
| 18   | Sana Ibrahim            | Égypte     |
| 19   | Jasmine Hutton          | Angleterre |
| 20   | Amanda Sobhy            | États-Unis |

## Retraites
Ci-dessous, la liste des joueurs et joueuses notables (gagnants un titre majeur ou ayant fait partie du top 30 pendant au moins un mois) ayant annoncé leur retraite du squash professionnel, devenus inactifs ou ayant été bannis durant la saison 2019-2020:
- Omar Abdel Meguid  né le 30 mars 1987 à Gizeh, rejoint le circuit pro en 2006, atteignant la 25e place mondiale en novembre 2014. Il se retire du circuit professionnel en novembre 2019[31].
- Chris Simpson  né le 23 février 1988 à Guernesey, rejoint le circuit pro en 2009, atteignant la 20e place mondiale en avril 2014. Il est Championnats d'Europe par équipes en 2016. Il se retire du circuit professionnel après une dernière apparition au tournoi Channel VAS Championships[32],[33].
- Cameron Pilley  né le 27 octobre 1982 à Yamba, rejoint le circuit pro en 2008, atteignant la 11e place mondiale en janvier 2011. Il se retire du circuit professionnel en décembre 2019[34].
- Ryan Cuskelly  né le  15 juillet 1987 à Lismore, rejoint le circuit pro en 2006, atteignant la 12e place mondiale en mars 2017. Il se retire du circuit professionnel en janvier 2020 après le tournoi des champions[35].
- Annie Au  née le 9 février 1989 à Hong Kong, rejoint le circuit pro en 2004, atteignant la 6e place mondiale en mai 2012. C'est la meilleure joueuse hongkongaise de tous les temps avec un titre de championne d'Asie, un quart de finale aux championnats du monde 2018-2019 et huit titres de championne nationale. Elle se retire du circuit professionnel en mars 2020[36].
- Victoria Lust, née le 2 mai 1989 à Luton, rejoint le circuit pro en 2007, atteignant la 12e place mondiale en juin 2019. Elle obtient des victoires de prestige comme le Monte-Carlo Squash Classic 2019 ou 4 titres de championne d'Europe par équipes. Elle se retire du circuit professionnel en mars 2020[37].
- Samantha Cornett, née le 4 février 1991 à Deep River, rejoint le circuit pro en 2007, atteignant la 23e place mondiale en février 2018. Elle est championne du Canada à quatre reprises. Elle se retire du circuit professionnel en avril 2020[38].
- Joey Chan, née le 20 mai 1988 à Hong Kong, rejoint le circuit pro en 2003, atteignant la 16e place mondiale en mai 2012. Elle est championne de Hong Kong à trois reprises. Elle se retire du circuit professionnel en juin 2020[39].
- Leo Au, né le 1er février 1990 à Hong Kong, rejoint le circuit pro en 2007, atteignant la 20e place mondiale en juillet 2018. Il est champion d'Asie en 2015. Il dispute et remporte le plus long match de squash de l'histoire en battant Shawn Delierre en 170 minutes[40]. Il se retire du circuit professionnel en juin 2020[41].
- Raneem El Weleily, née le 1er janvier 1989 à Alexandrie, rejoint le circuit pro en 2003, devenant championne du monde et no 1 mondiale en détrônant Nicol David, première Égyptienne à atteindre une première place mondiale, tous sports confondus[42]. Elle est no 1 mondiale pendant 23 mois, se retirant en juin 2020 alors qu'elle est toujours en tête du classement mondial[43].